# 冯康科学计算奖
冯康科学计算奖（Feng Kang Prize），设立于1994年，于1995年首次颁发，用于纪念中国计算数学的先驱和创始人、中国科学院院士冯康对中国计算数学事业所做的杰出贡献，旨在奖励在科学计算领域做出突出贡献的海内外年龄低于45岁的华人科学家。冯康科学计算奖每次评选两至三人，每两年评选一次，于奇数年9月份公布获奖名单，每名获奖者可以得到20000元人民币的奖金（最初为15000元）。奖项的组织单位为中国科学院数学与系统科学研究院计算数学与科学工程计算研究所。

## 历届获奖名单
| 届次     | 年份   | 获奖者 | 所属单位                                         | 获奖成就 |
| -------- | ------ | ------ | ------------------------------------------------ | --- |
| 第一届   | 1995年 | 舒其望 | 布朗大学                                         | |
| 第一届   | 1995年 | 许进超 | 宾夕法尼亚州立大学                               | |
| 第一届   | 1995年 | 袁亚湘 | 中国科学院计算数学与科学工程计算研究所           | |
| 第二届   | 1997年 | 侯一钊 | 加州理工学院                                     | |
| 第二届   | 1997年 | 陈汉夫 | 香港大学                                         | |
| 第三届   | 1999年 | 鄂维南 | 普林斯顿大学                                     | |
| 第三届   | 1999年 | 张平文 | 北京大学                                         | |
| 第四届   | 2001年 | 金石   | 威斯康星大学麦迪逊分校                           | |
| 第四届   | 2001年 | 陈志明 | 中国科学院计算数学与科学工程计算研究所           | |
| 第五届   | 2003年 | 包刚   | 密歇根州立大学                                   | |
| 第五届   | 2003年 | 汤涛   | 香港浸会大学                                     | |
| 第六届   | 2005年 | 蔡伟   | 北卡罗来纳大学夏洛特分校                         | |
| 第六届   | 2005年 | 杜强   | 宾夕法尼亚州立大学                               | |
| 第六届   | 2005年 | 黄云清 | 湘潭大学                                         | |
| 第七届   | 2007年 | 王筱平 | 香港科技大学                                     | 微分方程奇异问题的自适应算法、微磁计算的数值方法、多相流的模拟和分析                                         |
| 第七届   | 2007年 | 赵宏凯 | 加州大學爾灣分校                                 | 有效求解定态Hamilton--Jacobi方程的快速扫描方法、多相水平集方法、图像处理相关的研究、随机介质中波的传播的研究 |
| 第七届   | 2007年 | 张林波 | 中国科学院计算数学与科学工程计算研究所           | Linux微机机群系统、平行自适应有限元软件平台的设计与开发                                                      |
| 第八届   | 2009年 | 白中治 | 中国科学院计算数学与科学工程计算研究所           | 数值线性代数以及科学计算方面                                                                                 |
| 第八届   | 2009年 | 陈发来 | 中国科学技术大学                                 | 计算机辅助几何设计以及科学计算方面                                                                           |
| 第八届   | 2009年 | 台雪成 | 卑尔根大学                                       | 偏微分方程数值解以及科学计算方面                                                                             |
| 第九届   | 2011年 | 莫则尧 | 北京应用物理与计算数学研究所                     | 在“大规模计算中的并行软件平台”所取得的杰出成就                                                               |
| 第九届   | 2011年 | 应乐兴 | 德克萨斯州大学奥斯汀分校                         | 在“ 科学计算中的快速算法”所取得的杰出成就                                                                    |
| 第十届   | 2013年 | 包维柱 | 新加坡国立大学                                   | 在数值分析Bose-Einstein 凝聚和计算Schroedinger方程的解所取得的杰出成就                                       |
| 第十届   | 2013年 | 汤华中 | 北京大学                                         | 在研究激波捕捉方法的机理和构造双曲守恒律方程的高分辨率格式所取得的杰出成就                                   |
| 第十一届 | 2015年 | 戴彧虹 | 中国科学院计算数学与科学工程计算研究所           | 在非线性共轭梯度法，拟牛顿法和谱梯度法所取得的杰出成就                                                       |
| 第十一届 | 2015年 | 任维清 | 新加坡国立大学和新加坡科技研究局高性能计算研究院 | 在研究稀有事件的计算方法，多尺度模拟和多相流中的接触线问题所取得的杰出成就                                   |
| 第十二届 | 2017年 | 李若   | 北京大学                                         | 在玻尔兹曼方程矩方法的全局双曲正则化理论研究中所取得的成就                                                   |
| 第十二届 | 2017年 | 吳國寶 | 香港浸会大学                                     | 科学计算研究：数值线性代数、图像处理、数据科学                                                               |
| 第十三届 | 2019年 | 胡俊   | 北京大学                                         | 在弹性力学问题混合有限元方法方面的突出贡献                                                                   |
| 第十三届 | 2019年 | 周好民 | 佐治亚理工学院                                   | 基于小波与微分方程的图像处理算法和图上的最优传输理论与工程中的应用方面的突出贡献                             |
| 第十四届 | 2021年 | 郑伟英 | 中国科学院数学与系统科学研究院                   | 在电磁场问题的计算方法和理论方面的突出贡献                                                                   |
| 第十四届 | 2021年 | 聂家旺 | 加利福尼亚大学圣迭戈分校                         | 在多项式优化、凸代数几何和张量计算方面的突出贡献                                                             |